# Макс Таут
Макс Таут (Кенигсберг, 15. мај 1884 — Западни Берлин, 26. фебруар 1967) је био немачки архитекта у временима модерне архитектуре. 
Макс Таут био је млађи брат Бруна Таута, познатог немачког архитекте експресионизма који је од 1905. до 1906. године сарађивао са Лудвигом Мис ван дер Роеом у Берлину. Године 1911. са Херманом Билингијем сарађивао је у Карлсруеу. Између 1918. и 1931. године, поседовао је властити биро са својим братом Бруном Таутом и Францом Хофманом. Био је укључен у групу експресиониста „Die Glasene Kette“ (Стаклени ланац) и био је професор лепих уметности у Берлину.